# Nico Schrevel
Nico Schrevel (1933-2000) was een Nederlands politiek activist.
Schrevel groeide op in een Nederlands-hervormd nest. Hij was actief in de jongerenorganisatie van de PvdA. Hij was als afdelingssecretaris begin jaren '60 in Rotterdam actief in de CPN, maar werd in 1966 samen met Daan Monjé uit deze partij geroyeerd wegens openlijke maoïstische sympathieën. Via het nog tijdens hun CPN-lidmaatschap door hen opgerichte Marxistisch-Leninistisch Centrum Rotterdam, in 1965 hernoemd tot Marxistisch-Leninistisch Centrum Nederland, probeerden Schrevel en Monjé de CPN en individuele leden van die partij van buiten af te beïnvloeden om voor het maoïsme te kiezen. Toen dat mislukte werden vanaf 1967 de pijlen gericht op de vorming van een eigen maoïstische partij, de in 1970 opgerichte Kommunistiese Eenheidsbeweging Nederland (marxisties-leninisties) (KEN(ml)).
Na een ideologisch meningsverschil splitste de partij en scheidden tevens de wegen van Schrevel en Monjé in 1971. Schrevels groep ging daarbij verder als KEN(ml). Monjé en de zijnen vormden de KPN/ML, die een jaar later hernoemd zou worden tot Socialistiese Partij. Schrevel wilde niet in het nieuwe partijbestuur zitting nemen en verliet korte tijd later na nog een scheuring te hebben meegemaakt de partij en de actieve politiek. Hij was later jarenlang director marketing and sales Europe bij een Amerikaanse multinational in coatings voor film en papier.